# Павлов, Михаил Алексеевич (купец)
 Павло́в Михаи́л Алексе́евич  (1846—1915) — шуйский фабрикант, купец и благотворитель, общественный деятель Шуйского уезда Владимирской губернии конца XIX — начала XX веков. Потомственный почётный гражданин города Шуи.

## Происхождение
Из рода предпринимателей. Дед его — Дмитрий Ильич Павлов (1818—1875), подрядчик плотницкой артели из д. Сидельницы Нерехтского уезда Костромской губернии. Его отец — Алексей Дмитриевич, основал ткацкую раздаточную контору, а дядя — Александр Дмитриевич — Писцовскую бумаготкацкую фабрику.

## Биография
Михаил Алексеевич Павлов родился в 1846 году в д. Сидельницы в семье предпринимателя Алексея Дмитриевича Павлова. Вначале «помогал отцу в раздаче пряжи по светёлкам», а затем, очевидно после смерти отца, перешёл работать на фабрику к дяде, где трудился поверенным в делах (приказчиком). Затем, выйдя из дела и получив свою часть капитала — 40 тысяч рублей, отправился в Шую, где вскоре преуспел в предпринимательском деле.
В 1879 году М. А. Павлов совместно с предпринимателями-братьями П. Т. и А. Т. Шорыгиными, фабрикантом и купцом И. А. Треумовым стал учредителем вновь созданного «Товарищества Шуйской мануфактуры бумажных изделий» (в составе: Ткацкая фабрика в с. Горки и Ситценабивная Отбельная фабрика; с суммарным капиталом в 750 тысяч рублей). Но через три года предприятие распалось, и в 1883 году Михаил Павлов выкупил шуйскую фабрику у её основателей Шорыгиных — став собственником «Товарищества Шуйской мануфактуры».
Согласно статистическим сведениям 1903 года на фабричном производстве М. А. Павлова перерабатывалось более 100 000 пудов американского и азиатского хлопка, а также более 6000 пудов угаров с хлопка. На фабрике было установлено более 50 000 веретён, 1116 механических ткацких станков, аппарат для непрерывного крашения, 7 аппаратов для крашения в кубовый цвет, 8 ситце-печатных машин, некоторые из которых были способны окрашивать сразу в 8 цветов. Фабрика производила около 90 000 пудов пряжи, около 300 000 кусков различных тканей и приблизительно столько же окрашенных тканей. Общая сумма дохода в год составляла около 2 500 000 рублей.
За три десятилетия «Товарищество Шуйской мануфактуры» М. А. Павлова, включавшее бумагопрядильное, ткацкое и ситцепечатное отделения, стало известным не только в Российской империи, но и за рубежом — в странах Европы, капитал его значительно вырос по причинам технического обновления, увеличения выпуска и улучшения качества продукции. В 1903 году основной капитал предприятия составлял — 2 000 000 рублей, а к 1913 году он вырос почти до 5 миллионов рублей.
Михаил Алексеевич Павлов умер 8 января 1915 года и был похоронен 10 января 1915 года в семейном склепе на Троицком кладбище г. Шуи. Для совершения литургии и последования погребения усопшего прибыл Его Высокопреосвященство Высокопреосвященнейший Алексий, Архиепископ Владимирский и Суздальский; перед отпеванием владыка произнёс Слово (тест: Владимирские Епархиальные Ведомости. № 3, 17.01.1915 года), в котором он, в частности сказал:
…Михаил Алексеевич говорил про себя: — «Я плотник из Седельниц Костромской губернии»; а в конце своей жизни — это крупный коммерсант-мануфактурист, имевший высокий чин, хорошо знакомый с торговым заграничным миром, побывавший в Париже и в Берлине, в Гамбурге <…> В начале это бедный человек, нуждавшийся в помощи других, а в конце — это богатый щедрый благотворитель, учредитель богаделен, приютов, кормитель бедных нескольких деревень, строитель и благоукраситель многих храмов, и, вообще, человек, чутко отзывавшийся на всякую истинную нужду. Сам, прошедши суровую школу бедноты, он понимал истинную нужду и всегда охотно шел ей навстречу. В начале — это плохо обученный грамоте деревенский человек, а в конце это покровитель науки и искусства. Он строит и содержит школы для народа, помогает гимназистам, учреждает стипендии для студентов…

## Благотворительная деятельность
Как благотворитель и попечитель М. А. Павлов прославился крупными пожертвованиями на украшение Шуйского Воскресенского собора, церкви мужской гимназии в Шуе.
Благодаря попечительству М. А. Павлова, его пожертвованию, осуществлённому совместно и владимирским купцом Тимофеем Сергеевичем Куликовым, Владимирский Александринский Детский приют ведомства учреждений Императрицы Марии (основан в 1841 г.), созданный с целью призрения и воспитания бедных сирот и детей неимущих родителей, значительно расширил собственное помещение и был снабжен многими необходимыми пособиями.
В 1891 году радением и пожертвованиями Михаил Алексеевича Павлова колокольня Воскресенского собора обрела свой главный колокол — седьмой по величине в Российской империи (весом 1270 пудов) — отлитый в Москве на средства фабриканта и освященный 19 мая 1891 года.
15 февраля 1893 года М. А. Павлов был утверждён в должности Почётного попечителя мужской гимназии в Шуе.
В 1910 году в родной деревне Павлова — Седельницы — на его пожертвование был открыт православный храм, освящённый во имя Христа Спасителя (Спасская церковь). В знак благодарности селяне поднесли своему благодетелю и попечителю икону с дарственной надписью: «М. А. Павлову от признательных крестьян Седельницкого общества».

## Признание. Награды
- Почётное звание — Потомственный почётный гражданин города Шуи
- Почётное звание — купец I-й гильдии
- Почётное звание — мануфактур-советник
- Почётное звание — Почётный попечитель мужской гимназии в Шуе
- Кавалер ордена: Святой Анны, Святого Станислава, Святого Владимира.
- Почётная грамота Святейшего правительствующего Синода.

## Дом-особняк Павловых
Двухэтажный дом-особняк фабриканта М. А. Павлова, расположенный по адресу улица Первая Московская, д. 38, был построен в Шуе в конце 1870-х годов по проекту архитектора Александра Каминского. Дом Павловых — образец крупной городской усадьбы середины XIX — начала XX века, в архитектуре которого преобладают традиции позднего классицизма.
В 1988 году Усадьбе Павловых (комплекс) был присвоен статус памятника истории и культуры регионального значения, охраняемого государством.
Интерьер усадебного дворца отличается эклектичностью и помпезностью. Композиционным центром здания является трёхмаршевая лестница с мраморными ступенями и балясинами. Полы выстланы паркетом или мозаикой из мраморной крошки; потолок декорирован лепниной и украшен великолепными люстрами, в комнатах изысканные зеркала и аллегорические античные скульптуры.
В XXI веке в особняке Павловых разместился Культурный центр «Павловский», в котором проходят торжественные приёмы, Бальмонтовские и Пушкинские чтения, научно-практические конференции, театрализованные и музыкальные вечера, концерты и др. Зрительный зал КЦ «Павловского» впечатляет своей акустикой; рассчитан на 200 посадочных мест, длина зала до сцены 21,6 метра, ширина — 6,6 метра, высота — 5,6 метра; размеры сцены 5,5×4,4 метра.

## Память
В 2010 году в память о благотворителе М. А. Павлове была учреждена «Благотворительная премия имени Михаила Павлова», ежегодно вручаемая в виде денежной премии отличнику в учёбе (юноше или девушке из малообеспеченной семьи), выпускнику школы № 2 города Шуи.
18 декабря 2014 года на стене дома-особняка КЦ «Павловский» была торжественно установлена мемориальная доска с надписью: «В этом доме жил Михаил Алексеевич ПАВЛОВ фабрикант, мануфактур-советник, купец 1-й гильдии, Потомственный Почетный гражданин города Шуя, благотворитель».